# 맨츄리안 켄디데이트 (2004년 영화)
《맨츄리안 켄디데이트》(영어: The Manchurian Candidate)는 미국에서 제작된 2004년 네오누아르 심리 정치 스릴러 영화이다. 조너선 데미가 연출과 제작을 맡고, 덴절 워싱턴, 메릴 스트리프 등이 출연하였다. 이 영화는 리처드 콘던의 1959년 동명 소설에 기반을 두고 있으며, 1962년 동명 영화의 리메이크이기도 하다.
주인공이 6.25 전쟁에서 붙잡혀 만주(맨추리아)에서 세뇌를 당했던 원작 소설 및 1962년 영화와 달리 이 2004년 영화에서 6.25 전쟁은 걸프 전쟁으로 대체되었으며 맨추리아는 사악한 다국적 기업 “맨추리언 글로벌”의 사명 일부로 나온다.

## 줄거리
1991년 걸프 전쟁에서 마코 소령이 지휘하던 미국 육군 부대가 쿠웨이트에서 수색 정찰용 순찰을 돌던 중 매복을 당한다. 홀로 적을 상대하고 두 부대원을 제외한 나머지 부대원들을 사막을 뚫고 무사히 이끈 쇼 중사는 명예 훈장을 받는다. 몇 년 뒤 마코는 악몽에 시달리는 가운데 현재는 의원이며 부통령 후보에까지 오른 쇼가 당시 정말 그런 영웅적인 행위를 했는지 본인의 기억에 의구심을 품기 시작한다.

## 출연진
- 덴절 워싱턴
- 메릴 스트리프
- 리에브 슈라이버
- 존 보이트
- 킴벌리 엘리스
- 제프리 라이트
- 테드 러바인
- 브루노 간츠
- 미겔 퍼레어
- 딘 스톡웰
- 주드 치컬렐라
- 사이먼 맥버니
- 비라 파미가
- 젤코 이바넥
- 폴 러자
- 존 베드퍼드 로이드
- 앤서니 매키
- 로빈 히치콕
- 찰스 네이피어
- 데이비드 킬리
- 앨리슨 리날도
- 파블로 슈라이버
- 시드니 루멧
- 로저 코먼
- 앨 프랭큰
- 애덤 러페브러

## 기타 제작진
- 배역: 캐슬린 쇼팬, 로라 로즌솔
- 미술: 크리스티 지애
- 의상: 앨버트 울스키